# William Frederick Grant
William Frederick Grant ( 20 de octubre de 1924 - 6 de octubre de 2011) fue un genetista vegetal, biosistemático, educador, y abogado ambientalista canadiense que desarrolló mejores especies para monitorear y testear efectos mutagénicos de contaminantes ambientales. Ha llevado a cabo estudios de genética de las especies del género Lotus (Leguminosae) y de la especie forrajera Lotus corniculatus desarrollando un innovador procedimiento para incrementar la production de semillas en la leguminosa Lotus corniculatus.

## Biografía
Nace en Hamilton, Ontario, recibe un Bachelor of Arts degree en 1947 de la McMaster University y un Ms.Sc. en 1949. En 1953, obtiene su Ph.D. de la University of Virginia .
En 1953, gana por oposición el cargo de Botánico en el Departamento de Agricultura, en Kuala Lumpur, Malasia , a través del "Programa de Cooperación Técnica Colombo bajo la operación del Departamento Canadiense de Asuntos Exteriores, Ottawa. En 1955 es Asistente Profesor de Genética en el Departamento de Genética de la McGill University.
En 1961, es por oposición Asociado y en 1967 Titular. En 1970, se une al Departamento de Plant Science, reteniendo hasta 1976 el ser Miembro Asociado del Departamento de Biología.
De 1983 a 1989 es profesor adjunto, del Departamento de Biología, de la York University, de Toronto. De 1978 a 1986, es Miembro del "Comité dee Contaminantes Ambientales de Mutagénesis del Departamento del National Health and Welfare, y del Departamento Ambiental, de Ottawa. De 1987 a 1991 fue catedrático del "Comité Steering" del Programa Internacional de Seguridad Química" colaborando en el estudio de la genotoxicidad vegetal, para monitorear polucionantes ambientales, una responsabilidad cooperativa esponsoreada por Programa de las Naciones Unidas para el Medio Ambiente, UNEP; la Organización Internacional del Trabajo OIT; y la Organización Mundial de la Salud, OMS. Desde 1995 ha sido Codirector del Programa Internacional de Bioensayos vegetales en el uso de plantas superiores en testear mutagenos ambientales en el ambiente global.

## Designaciones
- 1956, miembro fundador de la Sociedad de Genética de Canadá.[9]
- 1962, electo Miembro de la Sociedad linneana de Londres; y Miembro Vitalicio en 2005
- 1964, electo Presidente del Macdonald Campus, McGill University Rama del Agricultural Institute of Canada.[10]
- 1965, miembro fundante de la "Canadian Botanical Association".[11]
- 1973, único canadiense en participar del 25.º Simposio Nobel de Suecia[12]
- 1974 a 1982, Editor de la revista Canadian Journal of Genetics & Cytology (hoy GENOME).[13]
- 1974 a 1978, Tesorero del Biological Council of Canada (reemplazado por la Canadian Federation of Biological Sciences).[14]
- 1974, electo Presidente de la Genetics Society of Canada
- 1975, electo Presidente del Capítulo Sigma Xi de la McGill University
- 1981, electo Presidente de International Organization of Plant Biosystematists.[15]
- 1990 a 1996, Miembro del International Committee of the International Congress of Systematic & Evolutionary Biology

## Galardones y reconocimientos
- 1984 y 1989: Senior Japan Society for the Promotion of Science.[16]
- 1989, electo Miembro de la Royal Society of Canada.[17]
- 1989, recibe la "Medalla George Lawson[18] de la Canadian Botanical Association.[11]
- 1990, hecho Profesor Emérito por la McGill University.[19]
- 1990, galardonado como "McMaster University Distinguished Alumni"/Alumnae Scholar Award.[20]
- 1991, galardonado por la Presidential Citation por el presidente de la Genetics Society of Canada.[21]
- 1993, hecho editor honorario en jefe de la Revista Plant Species Biology.[22]
- 1995, galardonado Miembro Vitalicio de la Ordre des agronomes du Québec.[23]
- 2000, recibe un D.Sc. de la McMaster University.[24]
- 2006, ingresa al Frontispicio de Distinción de la Westdale Secondary School, Hamilton, Ontario
- 2007, recibe el primer Life Time Achievement Award de la Genetics Society of Canada.[25]

- La abreviatura «W.F.Grant» se emplea para indicar a William Frederick Grant como autoridad en la descripción y clasificación científica de los vegetales.[26]